# Auditeur général du Sri Lanka
L’auditeur général du Sri Lanka est chargé du contrôle des comptes publics dans le pays. Nommé par le Président du Sri Lanka, il se trouve à la tête d'un département non ministériel dépendant du Parlement, auquel ses audits indépendants fournissent des informations objectives permettant d'examiner l'action du gouvernement.
Selon la constitution, l'auditeur général doit auditer tous les départements du gouvernement, les cabinets ministériels, la commission des services judiciaires, la commission de la fonction publique, le commissariat parlementaire pour l'administration, le secrétariat-général du parlement, le commissariat aux élections, les autorités locales, les entreprises publiques et tout autre organisme dépendant légalement du gouvernement,.
Le poste a été créé par les Britanniques le 24 janvier 1799. Il a plusieurs fois changé de nom et a été maintenu après l'indépendance. Il est occupé depuis janvier 2007 par S. Swarnajothi.

## Liste des Auditeurs généraux
|                                                              | Nom                          | Mandat                               | Chef de l'État                    |
| ------------------------------------------------------------ | ---------------------------- | ------------------------------------ | --------------------------------- |
| Comptable et auditeur général                                |                              |                                      |                                   |
| 1                                                            | Cecil Smith                  | 24 janvier 1799 - septembre 1799     | Frederick North                   |
| Auditeur civil et comptable général                          |                              |                                      |                                   |
| 2                                                            | Thomas Frazer                | septembre 1799 - 29 septembre 1802   | Frederick North                   |
| Comptable général et auditeur civil                          |                              |                                      |                                   |
| 3                                                            | Robert Boyd                  | 29 septembre 1802 - 1er octobre 1806 | Frederick North                   |
| Auditeur civil général                                       |                              |                                      |                                   |
| 4                                                            | Samuel Tolfrey               | 1er octobre 1806 - 14 juin 1809      | Thomas Maitland                   |
| 5                                                            | R. Plaske                    | 14 juin 1809 - 30 janvier 1811       | Thomas Maitland                   |
| 6                                                            | A. Bertolacci                | 30 janvier 1811 - 1er septembre 1814 | Thomas Maitland                   |
| 7                                                            | John D'Oyly                  | 1er septembre 1814 - 1815            | Robert Brownrigg                  |
| 8                                                            | E. Tolfrey                   | 1815 - 1er décembre 1817             | Robert Brownrigg                  |
| 9                                                            | J. W. Carrington             | 1er décembre 1817 - 1823             | Robert Brownrigg                  |
| 10                                                           | Henry Augustus Marshall      | 1823 - 1er février 1841              | James Campbell                    |
| Auditeur général, comptable général et contrôleur des impôts |                              |                                      |                                   |
| 11                                                           | H. Wright                    | 1er février 1841 - 28 mai 1847       | James Alexander Stewart-Mackenzie |
| 12                                                           | Charles Justin MacCarthy     | 28 mai 1847 - 1er octobre 1851       | James Emerson Tennent             |
| 13                                                           | W. C. Gibson                 | 1er octobre 1851 - 24 juin 1861      | George William Anderson]          |
| 14                                                           | R. T. Pennefeather           | 24 juin 1861 - 3 janvier 1866        | Charles Justin MacCarthy          |
| 15                                                           | R. J. Callander              | 3 janvier 1866 - 10 mars 1870        | Hercules Robinson                 |
| 16                                                           | John Douglas                 | 10 mars 1870 - 16 juin 1876          | Hercules Robinson                 |
| 17                                                           | C. A. D. Barclay             | 16 juin 1876 - 23 mai 1877           | William Henry Gregory             |
| 18                                                           | W. H. Ravenscroft            | 23 mai 1877 - 18 octobre 1890        | William Henry Gregory             |
| 19                                                           | G. T. M. O'Brien             | 18 octobre 1890 - 31 juillet 1891    | Arthur Elibank Havelock           |
| 20                                                           | J. A. Swettenham             | 31 juillet 1891 - 10 juin 1895       | Arthur Elibank Havelock           |
| 21                                                           | J. A. Taylor                 | 10 juin 1895 - 1er mars 1902         | Arthur Elibank Havelock           |
| 22                                                           | F. R. Ellis                  | 1er mars 1902 - 1er mars 1907        | Joseph West Ridgeway              |
| Auditeur colonial                                            |                              |                                      |                                   |
| 23                                                           | Bernard Senior               | 1er mars 1907 - 8 avril 1909         | Henry Edward McCallum             |
| 24                                                           | D. S. MacGregor              | 8 avril 1909 - 27 mai 1914           | Henry Edward McCallum             |
| 25                                                           | W. W. Woods                  | 27 mai 1914 - 1er mars 1922          | Robert Chalmers                   |
| 26                                                           | F. G. Morley                 | 1er mars 1922 - 25 juin 1931         | William Henry Manning             |
| 27                                                           | Oliver Ernest Goonetilleke   | 25 juin 1931 - 16 février 1946       | Graeme Thomson                    |
| Auditeur général                                             |                              |                                      |                                   |
| 28                                                           | E. Allen Smith               | 16 février 1946 - 2 mars 1953        | Henry Monck-Mason Moore           |
| 29                                                           | L. A. Weerasinghe            | 2 mars 1953 - 14 septembre 1963      | Dudley Senanayake                 |
| 30                                                           | D. S. De Silva               | 14 septembre 1963 - 21 février 1964  | Sirimavo Bandaranaike             |
| 31                                                           | B. L. W. Fernando            | 21 février 1964 - 15 août 1969       | Sirimavo Bandaranaike             |
| 32                                                           | D. R. Settinayake            | 15 août 1969 - 11 octobre 1971       | Dudley Senanayake                 |
| 33                                                           | P. M. W. Wijayasuriya        | 11 octobre 1971 - 2 mai 1983         | Sirimavo Bandaranaike             |
| 34                                                           | W. Gamini Epa                | 2 mai 1983 - 26 janvier 1993         | Junius Richard Jayewardene        |
| 35                                                           | S. M. Sabry                  | 26 janvier 1993 - 13 août 2000       | Ranasinghe Premadasa              |
| 36                                                           | Sarath Chandrasiri Mayadunne | 13 août 2000 - 23 octobre 2006       | Chandrika Kumaratunga             |
| 37                                                           | P. A. Pematilaka             | 23 octobre 2006 - 3 janvier 2007     | Mahinda Rajapaksa                 |
| 38                                                           | S. Swarnajothi               | 3 janvier 2007 - août 2010           | Mahinda Rajapaksa                 |
| 39                                                           | H. A. S. Samaraweera         | août 2010 - 27 novembre 2015         | Mahinda Rajapaksa                 |
| 40                                                           | Gamini Wijesinghe            | 27 novembre 2015 - En poste          | Maithripala Sirisena              |